# 29 Pułk Piechoty Obrony Krajowej

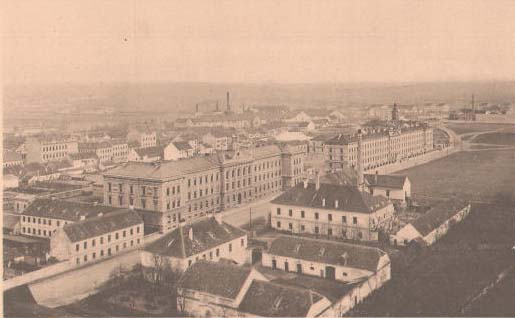
Koszary Obrony Krajowej w Czeskich Budziejowicach

29 Pułk Piechoty Obrony Krajowej Budziejowice (LIR. 29) – pułk piechoty cesarsko-królewskiej Obrony Krajowej.

## Historia pułku
W 1869 roku zostały zorganizowane między innymi: Czeski Batalion Piechoty Obrony Krajowej Budziejowice Nr 28 (niem. Böhmisches Landwehr-Infanterie-Bataillon Budweis Nr. 28) w Czeskich Budziejowicach (niem. Budweis) oraz Czeski Batalion Piechoty Obrony Krajowej Neuhaus Nr 45 (niem. Böhmisches Landwehr-Infanterie-Bataillon Neuhaus Nr. 45) w Jindřichowym Hradcu (niem. Neuhaus). 
1 maja 1889 roku oba oddziały zostały podporządkowane komendantowi Czeskiego Pułku Piechoty Obrony Krajowej Nr 8 w Pradze, pozostając w dotychczasowych garnizonach.
W styczniu 1893 roku Batalion Piechoty OK Budziejowice Nr 28 został włączony w skład Czeskiego Pułku Piechoty Obrony Krajowej Nr 7 w Pilźnie, ale pozostał w Budziejowicach.
W 1894 roku bataliony utraciły samodzielność pod względem administracji i uzupełnień na rzecz pułku, w skład którego wchodziły. Otrzymały również nowe numery. Dotychczasowy Batalion Nr 28 został 4. batalionem Pułku Piechoty Obrony Krajowej Pilzno Nr 7, natomiast Batalion Nr 45 – 4. batalionem Pułku Piechoty Obrony Krajowej Praga Nr 8.
1 października 1899 roku w Czeskich Budziejowicach został utworzony Pułk Piechoty Obrony Krajowej Budziejowice Nr 29 (niem. Landwehr-Infanterie-Regiment Budweis Nr. 29). W skład pułku włączono 4. batalion Pułku Piechoty Obrony Krajowej Pilzno Nr 7 w Budziejowicach oraz 4. batalion Pułku Piechoty Obrony Krajowej Praga Nr 8 w Jindřichowym Hradcu. Trzeci batalion pułku został utworzony od podstaw w Budziejowicach. Pułk został podporządkowany komendantowi Brygady Piechoty Obrony Krajowej w Pilźnie, która w 1901 roku została przemianowana na 41 Brygadę Piechoty Obrony Krajowej.
W 1907 roku pułk został włączony w skład 42 Brygady Piechoty Obrony Krajowej w Pradze. Obie brygady należały do 21 Dywizji Piechoty Obrony Krajowej. Podporządkowanie i dyslokacja pułku nie uległy zmianie do 1914 roku.
Okręg uzupełnień Obrony Krajowej Czeskie Budziejowice i Písek (niem. Pisek).
Kolory pułkowe: trawiasty (grasgrün), guziki srebrne z numerem pułku „29”. 
W lipcu 1914 roku skład narodowościowy pułku: 45% – Czesi, 54% – Niemcy.
W sierpniu 1914 roku, w czasie mobilizacji, pułk został włączony w skład 37 Brygady Piechoty należącej do 19 Dywizji Piechoty.
W czasie I wojny światowej pułk walczył z Rosjanami w grudniu 1914 i w styczniu 1915 roku w Galicji, między innymi w okolicach Grybowa i Gorlic. Żołnierze pułku są pochowani m.in. na cmentarzach wojennych nr: 263 w Zaborowie i 255 w Wietrzychowicach.
11 kwietnia 1917 roku oddział został przemianowany na Pułk Strzelców Nr 29 (niem. Schützenregimenter Nr. 29).

## Żołnierze pułku
Komendanci pułku
- płk Adam Dembicki von Wrocień (1899[4] – 17 VIII 1903 → komendant 90 Brygady Piechoty Obrony Krajowej)
- płk Franz Tauschinski (1903 – 1909 → komendant 85 Brygady Piechoty Obrony Krajowej)
- płk Wilhelm Raft (1909 – 1911)
- płk Karl Maulik von Kromauheim (1911 – 1913 → generał przydzielony do Komendy Obrony Krajowej w Litomierzycach)
- płk Johann Wurja (1913 – 1914[5])

Oficerowie
- kpt. Karol Zagórski